# Зе, Сара
Сара Зе (англ. Sarah Sze, род. в 1969, Бостон) — современная американская художница, скульптор, создает инсталляции из бытовых предметов. Замужем за известным американским врачом и популяризатором науки индийского происхождения Сиддхартхой Мукерджи.

## Биография
Образование получила в Йельском университете (окончила в 1991 году) и в Школе визуальных искусств в Нью-Йорке. Сара Зе начала выставляться в 1996 году в Нью-Йорке. С тех пор её работы выставлялись на крупных международных выставках, включая Берлинскую биеннале (1998), Венецианскую биеннале (1999). Персональные выставки Зе прошли в «White Columns», Нью-Йорк (1997); Институте современного искусства в Лондоне (1998); Музее современного искусства в Чикаго (1999); Фонде Картье в Париже (1999—2000). Живёт и работает в Бруклине, Нью-Йорк.

## Творчество
Скульптуры, а точнее, конструкции Зе собраны из большого количества мелких хозяйственных предметов. Жившая в Нью-Йорке и Токио, Зе конструирует свои произведения по одной схеме. Она обходит окрестные хозяйственные магазины и скупает всякие мелочи — прищепки, провода, мелкие пластиковые товары. А затем строит, начиная с пола, как во «Втором средстве выхода из затмения», показанной на Берлинской биеннале в 1998 году. Замысловатое сочленение множества бытовых предметов сверкало лампочками и жужжало вентиляторами, там же был газовый баллон и цветок в горшке, а также множество лестниц.
«Я приношу в выделенное мне место все, что скупила поблизости, и размещаю эти обыденные вещи в пространстве так, чтобы в своем значении они возвысились от просто знакомого к личному и собственному», — говорит художница. Критик Джон Слайс предложил трактовать произведения Зе согласно концепции «грязного реализма» Фредрика Джеймсона, имея в виду видение городского опыта, которое делает его «одним огромным, неподдающимся репрезентации вместилищем, коллективным пространством, где аннулировано противоречие между внешним и внутренним». Сила творчества Сары Зе кроется в его полной и примиренной включенности в две обычно разделенные сферы опыта — приватную территорию домашней жизни и перенаселенное пространство современного города.